# Monique Nsanzabaganwa
Monique Nsanzabaganwa (Ruanda, 1971) és una economista i política de Ruanda i polític que ha estat vice governadora del Banc Nacional de Ruanda des de 2011.

## Carrera
Va estudiar a escoles de Ruanda abans de la seva formació universitària. És llicenciada en economia per la Universitat Nacional de Ruanda. Va estudiar a la universitat de Stellenbosch, a Sud-àfrica, graduant-se amb un màster en economia, seguit d'un doctorat de filosofia i en economia.
Després dels estudis de postgrau a l'estranger, va tornar a Ruanda i va treballar com a professora d'economia a la Universitat Nacional de Ruanda, de 1999 a 2003. Entre 2003 i 2008, va exercir com a ministra d'Estat responsable de Planificació Econòmica al Ministeri d'Hisenda i Planificació Econòmica de Ruanda. De 2008 fins 2011 va ser ministra de Comerç i Indústria en el govern de Ruanda.
Com a ministre d'Estat de planificació econòmica, Monique Nsanzabaganwa acredita crear un sistema estadístic i de planificació més forta a nivell nacional i local. Fou una impulsora de l'establiment de l'Institut Nacional d'Estadística de Ruanda. També se li atribueix el lideratge dels esforços per establir el marc legal i les directrius de política per a microfinances a Ruanda.

## Altres consideracions
Ella és membre de la Xarxa Africana de Líders, membre de la Xarxa de Lideratge Global d'Aspen (AGLN), membre de la Iniciativa de lideratge d'Àfrica (ALI) a Àfrica Oriental i membre de la John F. Kennedy School of Government. Ha exercit el càrrec de presidenta del Consell d'Administració de l'Institut Nacional d'Estadística de Ruanda, des de 2012.